# Sera

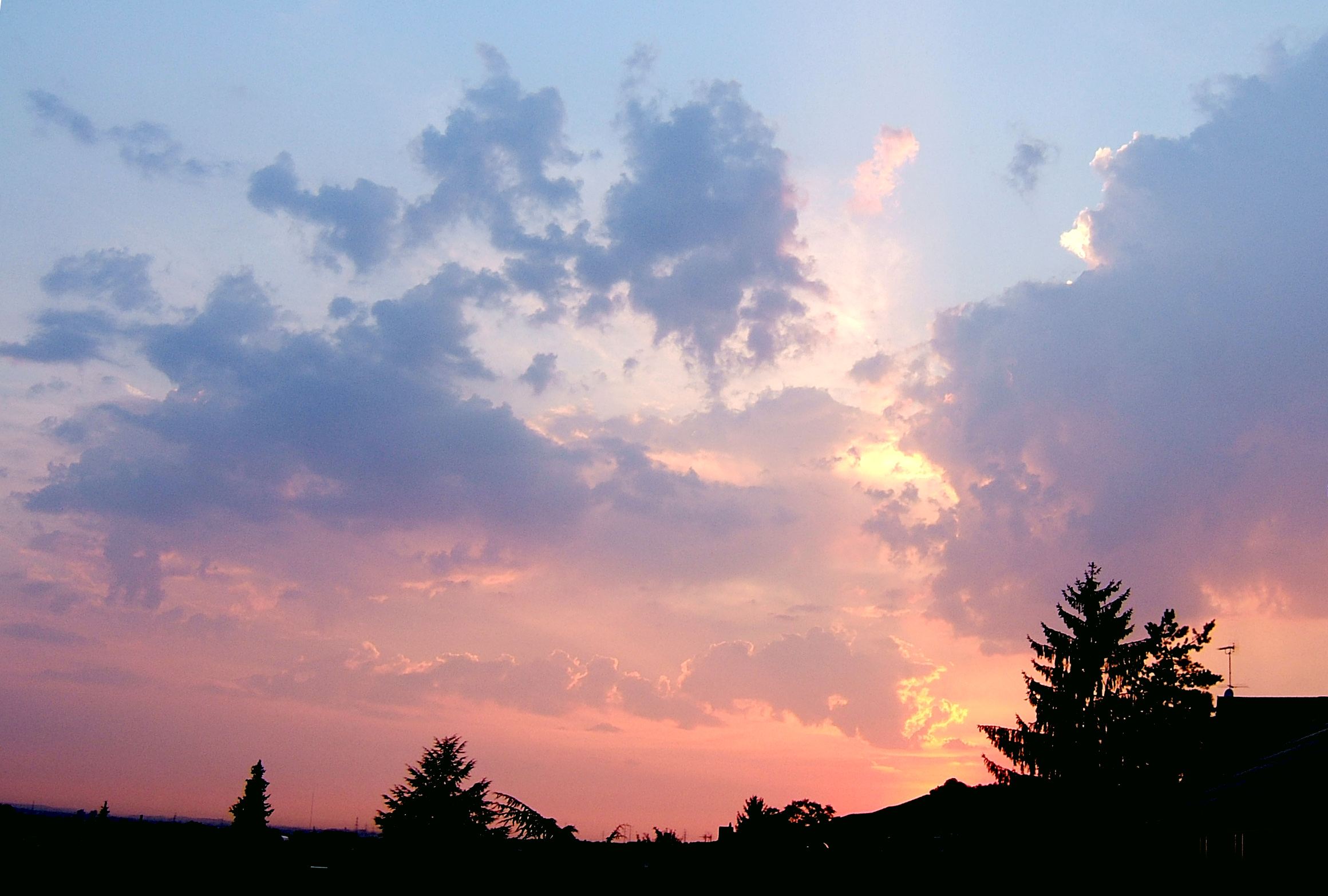
Sera

La sera (o serata) è una parte del giorno corrispondente all'ultimo quarto dell'ideale partizione delle 24 ore giornaliere. Nella cultura francese e in quella italiana è la parte di giorno che intercorre tra il tramonto e la mezzanotte.
Culturalmente vi sono infatti diverse interpretazioni sull'inizio e la fine della sera. In lingua inglese si segue il fenomeno naturale, indicando la sera come il periodo in cui la luce diurna diminuisce, collocata quindi tra il tardo pomeriggio, e il tramonto del sole, cui segue il crepuscolo fino alla discesa della notte fonda. Il concetto di evening, cioè vigilia unita alla forma progressiva, rimanda al venire della notte. In altre culture, come quella spagnola, il concetto è addirittura del tutto inesistente.

## Sera nella cultura di massa
Per Baudelaire (I fiori del male) la sera può essere affascinante, Voici le soir charmant, o sollievo per l'operaio curvato dalla fatica che torna al suo letto, C'est le soir qui soulage... l'ouvrier courbé qui regagne son lit. Allo steso tempo la prostituzione si accende nelle strade, A trarvers les lueurs que tourmente le vent/la Prostitution s'allume dans les rues, ma anche C'est l'heure où les douleurs des malades s'aigrissent!/La sombre Nuit les prend à la gorge; ils finissent/leur destinée et vont vers le grouffre commun...